# 마팅게일

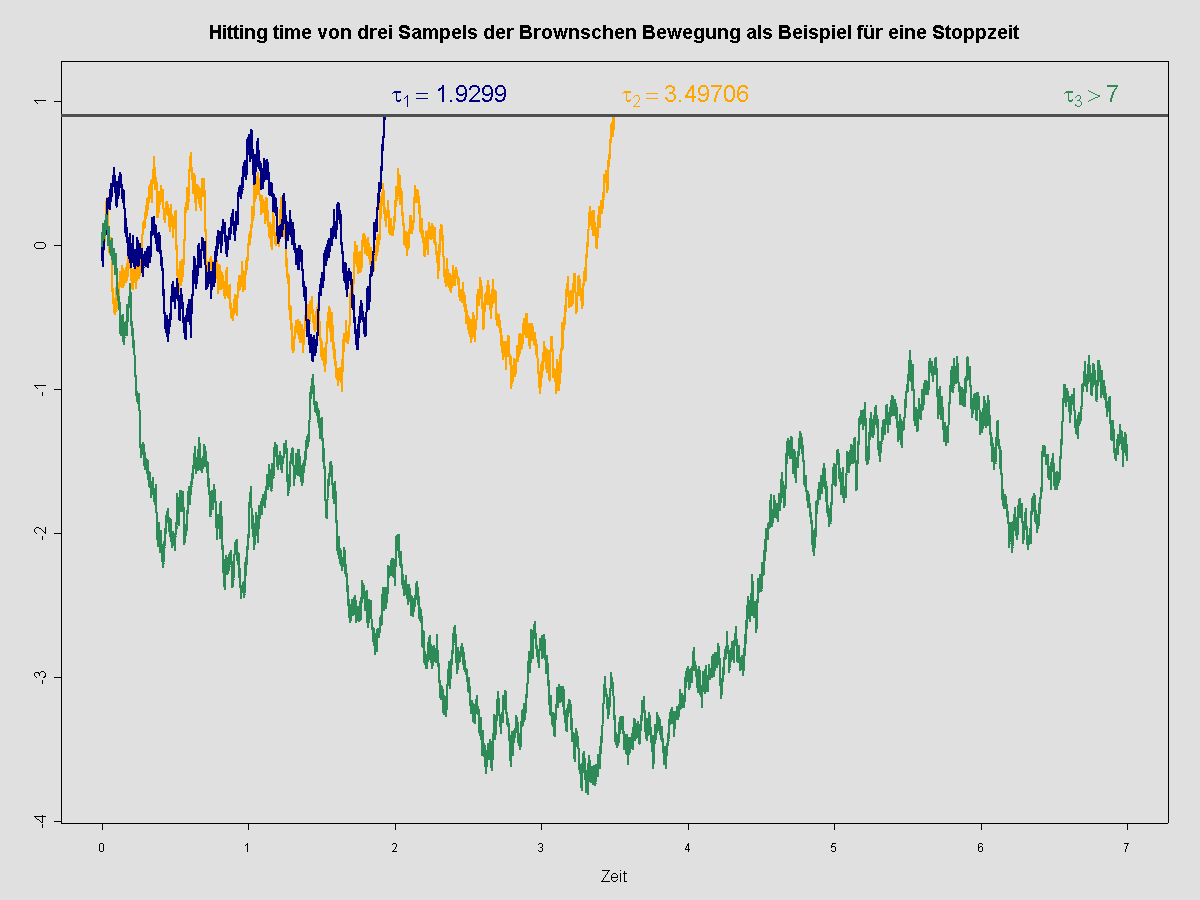
변수가 어떤 상계에 이르면 멈추게 되는 1차원 브라운 운동은 마팅게일의 한 예이다. 이는 돈이 다 떨어지면 파산하게 되는 도박꾼을 나타내는 확률론적 모형이다.

확률론에서 마팅게일(영어: martingale 마턴게일[*], 프랑스어: martingale 마르탱갈[*])은 확률 과정의 하나로, 과거의 모든 정보를 알고 있다면 미래의 기댓값이 현재 값과 동일한 과정이다.

## 정의
다음이 주어졌다고 하자.
- 전순서 집합 {\displaystyle (T,\leq )}
- 여과 확률 공간 {\displaystyle (\Omega ,{\mathcal {F}}_{t},\Pr )_{t\in T}}
- 유클리드 공간 {\displaystyle \mathbb {R} ^{d}}. 이는 보렐 가측 공간으로 가정한다. (르베그 시그마 대수가 아니다.)

그렇다면, {\displaystyle (\Omega ,{\mathcal {F}}_{t},\Pr )_{t\in T\cup \{\infty \}}} 위의 순응 확률 과정 {\displaystyle (X_{t}\colon \Omega \to )_{t\in T}}이 만약 다음 두 조건을 만족시킨다면, 마팅게일이라고 한다.
- (기댓값의 존재) 임의의 {\displaystyle t\in T}에 대하여, {\displaystyle \operatorname {E} (\|X_{t}\|)<\infty }. 즉, {\displaystyle X_{t}\in \operatorname {L} ^{1}(\Omega ;\mathbb {R} ^{d})}이다.
- (마팅게일 성질) 임의의 {\displaystyle s,t\in T}에 대하여, 만약 {\displaystyle s\leq t}라면, {\displaystyle \mathbb {E} (X_{s}|{\mathcal {F}}_{s})=\mathbb {E} (X_{t}|{\mathcal {F}}_{s})\colon {\mathcal {F}}_{s}\to \mathbb {R} ^{d}}이다. 즉, 임의의 {\displaystyle A\in \Sigma _{s}}에 대하여, {\displaystyle \mathbb {E} (X_{t}|A)=\mathbb {E} (X_{s}|A)\in \mathbb {R} ^{d}}이다. 여기서 {\displaystyle 1_{A}\colon \Omega \to \mathbb {R} }는 {\displaystyle A}의 지시 함수이다.
  - 물론, 이 정의에서 {\displaystyle s=t}인 경우는 자명하게 참이다.

여기서 {\displaystyle \mathbb {E} (-|-)}는 조건부 기댓값을 뜻한다.
마팅게일의 정의의 둘째 조건은 다음과 같이 풀어 해석할 수 있다.
현재 {\displaystyle s}까지의 정보({\displaystyle A\in {\mathcal {F}}_{s}})만을 알고 있다면, 미래 {\displaystyle t\geq s}에서의 {\displaystyle X}의 값 {\displaystyle X_{t}}의 기댓값 {\displaystyle \mathbb {E} (X_{t}|A)}은 현재의 기댓값 {\displaystyle \operatorname {E} (X_{s}|A)}과 같다.

### 열마팅게일과 우마팅게일
{\displaystyle d=1}이라고 하자. 마팅게일의 정의에서, 둘째 조건을 다음과 같이 대체할 경우, 열마팅게일(劣martingale, 영어: submartingale 서브마팅게일[*])의 개념을 얻는다.
- (열마팅게일 조건) 임의의 {\displaystyle s,t\in T}에 대하여, 만약 {\displaystyle s\leq t}라면, {\displaystyle \mathbb {E} (X_{s}|{\mathcal {F}}_{s})\leq \mathbb {E} (X_{t}|{\mathcal {F}}_{s})\colon {\mathcal {F}}_{s}\to \mathbb {R} ^{d}}이다.

마찬가지로, 마팅게일의 정의에서, 둘째 조건을 다음과 같이 대체할 경우, 우마팅게일(優martingale, 영어: supermartingale 슈퍼마팅게일[*])은 의 개념을 얻는다.
- (우마팅게일 조건) 임의의 {\displaystyle s,t\in T}에 대하여, 만약 {\displaystyle s\leq t}라면, {\displaystyle \mathbb {E} (X_{s}|{\mathcal {F}}_{s})\geq \mathbb {E} (X_{t}|{\mathcal {F}}_{s})\colon {\mathcal {F}}_{s}\to \mathbb {R} ^{d}}이다.

만약 {\displaystyle (X_{t})_{t\in \mathbb {T} }}가 열마팅게일이라면, {\displaystyle (-X_{t})_{t\in T}}는 우마팅게일이며, 그 역도 마찬가지다. 열마팅게일이자 우마팅게일인 확률 과정은 마팅게일이다.

### 이산 시간 마팅게일
다음과 같은 특별한 경우를 생각하자.
- {\displaystyle (\Omega ,{\mathcal {F}}_{t},\Pr )}가 {\displaystyle (Y_{t}\colon \Omega \to \mathbb {R} ^{d})_{t\in T}}의 자연 여과 확률 공간이다.

그렇다면, 마팅게일의 정의의 둘째 조건은 다음과 같이 나타내어진다.
- {\displaystyle \mathbb {E} (X_{t}|\{Y_{r}\}_{r\leq s})=\mathbb {E} (X_{s}|\{Y_{r}\}_{r\leq s})}

특히, {\displaystyle X=Y}인 경우를 생각할 수 있다.
예를 들어, {\displaystyle T=\mathbb {N} =\{0,1,2,\dotsc \}} (자연수 집합)인 경우를 생각하자. 이는 이산 시간 확률 과정에 해당한다. 이 경우, {\displaystyle (X_{t}\colon \Omega \to \mathbb {R} ^{d})_{t\in \mathbb {Z} }}가 마팅게일이 될 조건은 다음과 같다.
- (기댓값의 존재) 임의의 {\displaystyle t\in \mathbb {N} }에 대하여, {\displaystyle \mathbb {E} (\|X_{t}\|)<\infty }
- (마팅게일 성질) {\displaystyle \mathbb {E} (X_{s+1}|X_{0},X_{1},\dotsc ,X_{s})=\operatorname {E} (X_{s})}

이 조건은 {\displaystyle t=s+1}인 경우로, 일반적 정의보다 더 약한 것처럼 보이지만, 사실
{\displaystyle \mathbb {E} (X_{s+2}|X_{0},\dotsc ,X_{s})=\mathbb {E} (X_{s+2}|X_{0},\dotsc ,X_{s},X_{s+1})\upharpoonright {\mathcal {F}}_{s}=\mathbb {E} (X_{s+1}|X_{0},\dotsc ,X_{s},X_{s+1})\upharpoonright {\mathcal {F}}_{s}=\mathbb {E} (X_{s+1}|X_{0},\dotsc ,X_{s})=\mathbb {E} (X_{s})}
와 같이 수학적 귀납법으로 모든 {\displaystyle t\geq s}에 대하여 성립함을 보일 수 있다. 여기서 {\displaystyle {\mathcal {F}}_{s}}는 {\displaystyle X}의 자연 여과 확률 공간이다.

## 예
마팅게일의 대표적인 예로는 무작위 행보가 있다.

## 역사
마팅게일(프랑스어: martingale 마르탱갈[*])이라는 단어는 프랑스 남부의 지명 마르티그에서 유래한다. 마르탱갈은 18세기 프랑스에서 유행하였던 도박 전략의 하나를 일컫는 단어였다.:§2 이 전략은 한 판을 이겼을 때 얻는 금액과 한 판을 졌을 때 잃는 금액이 같고 이길 확률과 질 확률 역시 동일한 형태의 도박을 할 때 사용할 수 있는 전략으로, 졌을 때 다음 판에 이번 판의 두 배에 해당하는 판돈을 걸면 결국 언젠가 이기는 순간 첫 판의 판돈에 해당하는 금액이 최종 수익으로 남게 된다는 점에 착안하여 이에 상응하는 베팅 방식을 고수한다. 만약 도박을 하는 사람의 재산이 무한하다면 거의 확실하게 이기는 순간이 오기 때문에 언젠가는 돈을 딸 수 있지만, 실제로는 재산이 유한하기 때문에 돈을 따기 전에 가진 돈을 잃을 확률이 존재하게 된다. ‘마르탱갈’이라는 단어는 이 전략의 어리석음을 마르티그 지방 사람들의 (파리 사람들의 편견에 따르면) 어리숙하고 순진함에 빗댄 것이다.:108, §4
폴 피에르 레비(프랑스어: Paul Pierre Lévy)가 처음으로 확률론에 이 마팅게일 전략을 도입하였으며, 조지프 두브 역시 마팅게일의 이론적 발전에 크게 기여하였다. 확률론에 마팅게일이 도입된 이유 중의 하나는 마팅게일 전략으로 도박을 통해 수익을 얻는 것이 불가능하다는 것을 증명하고자 하는 데 있었다.

## 같이 보기
- 브라운 운동
- 마르코프 연쇄
- 마르코프 확률 과정
- 정규수 (수론)
- 준마팅게일